# Tyflosolis

Schemat budowy wewnętrznej dwóch metamerów skąposzczeta.
(2) – tyflosolis
Oznaczenia wszystkich liczb:
1 – światło jelita,
2 – tyflosolis,
3 – szczecinki,
4 – oskórek,
5 – naczynia krwionośne,
6 – nabłonek,
7 – mięśnie okrężne,
8 – przegroda międzysegmentowa,
9 – kanalik zakończony otworem wydalniczym,
10 – metanefrydium,
11 – segmentalny zwój nerwowy.

Tyflosolis (łac. typhlosolis) – podłużny fałd jelita występujący u wielu gatunków glebowych skąposzczetów od strony grzbietowej jelita środkowego. Służy zwiększeniu powierzchni wchłaniania pokarmu.
W żołądkach mięczaków są to orzęsione fałdy sortujące pobrany pokarm.